# Beda Klee
Beda Klee est un fondeur suisse, né le 16 juin 1996. 

## Biographie
Originaire de Wattwil et membre du club Speer Ebnat-Kappel, il prend part à ses premières compétitions internationales en 2012. En 2013, il dispute le Festival olympique de la jeunesse européenne. Klee gagne ses premières courses junior lors de la saison 2013-2014, lors de laquelle, il court aux Championnats du monde junior à Val di Fiemme. Lors de l'édition 2016 des Championnats du monde junior, à Rasnov, il prend la quatrième place sur le dix kilomètres classique.
Lors de la saison 2016-2017, il passe au niveau espoir et fait ses débuts dans la Coupe OPA, où il termine plusieurs fois dans le top dix.
Il fait ses débuts en Coupe du monde en décembre 2017 à Davos, puis gagne sa première manche dans la Coupe OPA une semaine plus tard à St Ullrich. Ensuite, il accroche une nouvelle quatrième place à son palmarès, à l'occasion des Championnats du monde des moins de 23 ans, à Goms, sur le sprint.
En décembre 2018, il inscrit ses premiers points pour le classement général de la Coupe du monde avec une 27e place au quinze kilomètres libre à Davos. Il est ensuite au départ du Tour de ski, où son meilleur résultat sur une étape est onzième à 9 secondes du vainqueur Emil Iversen (15 kilomètres classique avec départ en masse à Oberstdorf).
En 2019-2020, il compte quelques top trente à son actif, dont une 28e place au Tour de ski et une deuxième place en relais à Lahti (avec Roman Furger, Dario Cologna et Jason Rüesch) pour conclure sa saison et monter sur son premier podium dans l'élite.
Aux Championnats du monde 2021, il passe les qualifications en sprints pour finir 25e et se classe cinquième avec le relais.

## Palmarès

### Championnats du monde
| Épreuve / Édition        | Sprint                           | Sprint                           | 15 km                            | 15 km                            | Skiathlon 2 × 15 km | 50 km | Relais | Relais    |
| Épreuve / Édition        | libre                            | classique                        | libre                            | classique                        | Skiathlon 2 × 15 km | 50 km | Sprint | 4 × 10 km |
| Mondiaux 2019 Seefeld    | -                                | Épreuve inexistante à cette date | Épreuve inexistante à cette date | 37e                              | 41e                 | -     | —      | —         |
| Mondiaux 2021 Oberstdorf | Épreuve inexistante à cette date | —                                | 25e                              | Épreuve inexistante à cette date | —                   | —     | -      | 5e        |

Légende :
- : pas d'épreuve
- — : Non disputée par Beda Klee

### Coupe du monde
- Meilleur classement général : 58e en 2020.
- Meilleur résultat individuel : 11e.
- 1 podium en relais : 1 deuxième place.

#### Classements en Coupe du monde
| Saison / Épreuve | Saison / Épreuve | Général | Général | Distance | Distance | Sprint | Sprint |
| Saison / Épreuve | Saison / Épreuve | Class.  | Points  | Class.   | Points   | Class. | Points |
| ---------------- | ---------------- | ------- | ------- | -------- | -------- | ------ | ------ |
| 2019             | 2019             | 82e     | 44      | 51e      | 44       | -      | -      |
| 2020             | 2020             | 72e     | 59      | 51e      | 33       | -      | -      |
| 2021             | 2021             | 58e     | 77      | 47e      | 57       | -      | -      |

### Coupe OPA
- 2e du classement général en 2018.
- 2 podiums, dont 1 victoire.

### Championnats de Suisse
- Champion de la poursuite en 2018.
- Champion du sprint en 2021.